# Кремпа (Свентокшиське воєводство)
Кремпа (пол. Krępa) — село в Польщі, у гміні Іваніська Опатовського повіту Свентокшиського воєводства.
Населення — 279 осіб (2011).
У 1975-1998 роках село належало до Тарнобжезького воєводства.

## Демографія
Демографічна структура на день 31 березня 2011 року:
|          | Загалом | Допрацездатний вік | Працездатний вік | Постпрацездатний вік |
| -------- | ------- | ------------------ | ---------------- | -------------------- |
| Чоловіки | 149     | 29                 | 101              | 19                   |
| Жінки    | 130     | 32                 | 70               | 28                   |
| Разом    | 279     | 61                 | 171              | 47                   |